# Boa, Okome socken
Boa är en by i Okome socken,  Falkenbergs kommun. Genom kraftverksdammsbyggen i Ätran vid Yngeredsfors har så gott som all åkermark hamnat under vatten och byn är därför numera (2011) nästan obefolkad. Okome-Boa är även efter regeringsbeslut 2002 ett natura 2000-område. Boasjön, som ingår i Ätrans huvudavrinningsområde, ligger delvis inom byns gamla gränser. 

## Historia

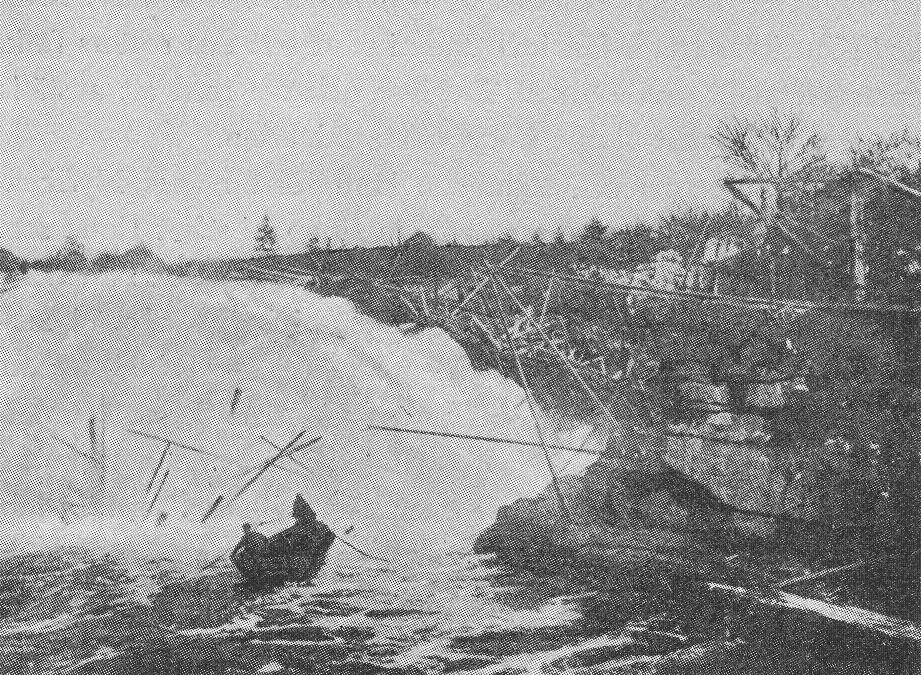
Yngeredsforsen före uppdämningen. Timmerflottning i Ätran före 1905

## Övrigt
Ett inom byn beläget skogsområde med ädellöv och många rödlistade lavar ingår sedan 1992 i naturreservatet Bergs naturskog.